# 1900년 하계 올림픽 인명구조
1900년 하계 올림픽 인명구조는 프랑스 파리에서 개최된 1900년 하계 올림픽의 비공식 종목이다. 경기 당시에는 다른 종목들과의 차별은 두지 않았으나, 이후 국제올림픽위원회의 결정에 따라 공식 종목으로 여겨지지는 않고 있다.

## 세부종목
1900년 만국 박람회 기념 스포츠 대회의 부속행사로서, 9회차 경기 (section IX)의 일환으로 총 3개 세부종목으로 나뉘어 치러졌다. 뱅센숲에서는 소방펌프차 조종 대회, 쿠르브부아~아니에르의 센강에서는 수상 구조대회, 뱅센숲 경륜장에서는 부상당한 민간인과 군인의 응급처치 대회가 열렸다.

## 경기 결과
소방펌프차 조종대회는 8월 13일부터 19일까지 진행되었으며, 5개국 출신 소방관들이 불이 난 6층 건물의 3층에서 구조를 기다리는 시민들을 구조하는 방식으로 치러졌다. 의용소방대 부문에서는 포르투갈의 포르투 소방대가 영국의 레이턴 소방대와 헝가리의 부다페스트 소방대를 제치고 우승을 차지하였으며, 전문소방대 부문에서는 미국의 캔자스시티 소방대가 이탈리아의 밀라노 소방대를 제치고 우승을 차지했다. 국내부문에서는 파리 소방대가 우승하였다.
수상 구조대회는 7월 22일부터 24일까지 진행되었으며, 수영, 조정 경기가 치러지는 장소에서 함께 치러졌다. 참가자는 1,000명 이상에 달했는데 경기방식은 300m를 수영해 마네킹을 잡고 50m 길이를 끌어오는 경기, 200m를 옷을 입은 채 수영하기, 선박의 침몰을 가정한 상황에서 30톤큽 어선에 탄 자원봉사자와 마네킹 구하기 등이었다.
응급처치 대회는 여러 구조단체 출신 대원 3,000명이 참가하였으며, 실제 전쟁을 가정한 훈련이 가장 인기가 높았다. 참가자가 사람이 실린 들것을 흔들지 않고 장애물 코스를 통과하는 방식으로 경기가 치러졌다.

## 같이 보기
- 인명구조

## 참고 문헌
- André, Drevon (2000). 《Les Jeux olympiques oubliés》 (프랑스어). CNRS Éditions. 218쪽. ISBN 2-271-05838-4.
- Daniel Mérillon (1901). 《Rapports : Concours Internationaux d'exercices physiques et de sports》 (프랑스어) 2판. Imprimerie nationale.